# Gutshaus Quassel

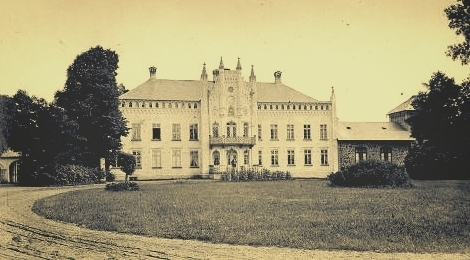
Gutshaus Quassel (um 1900)

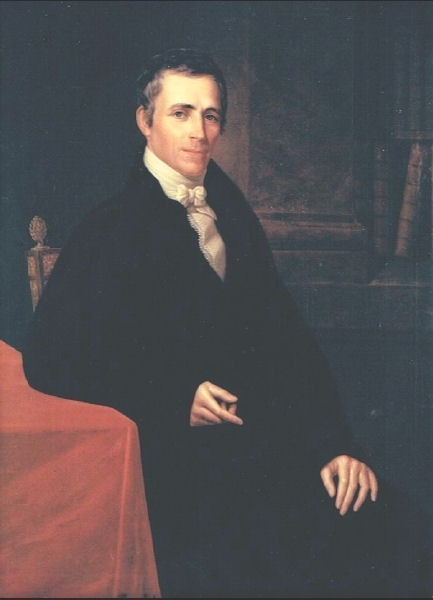
Moritz Christian von Paepcke. Gutsherr auf Quassel.

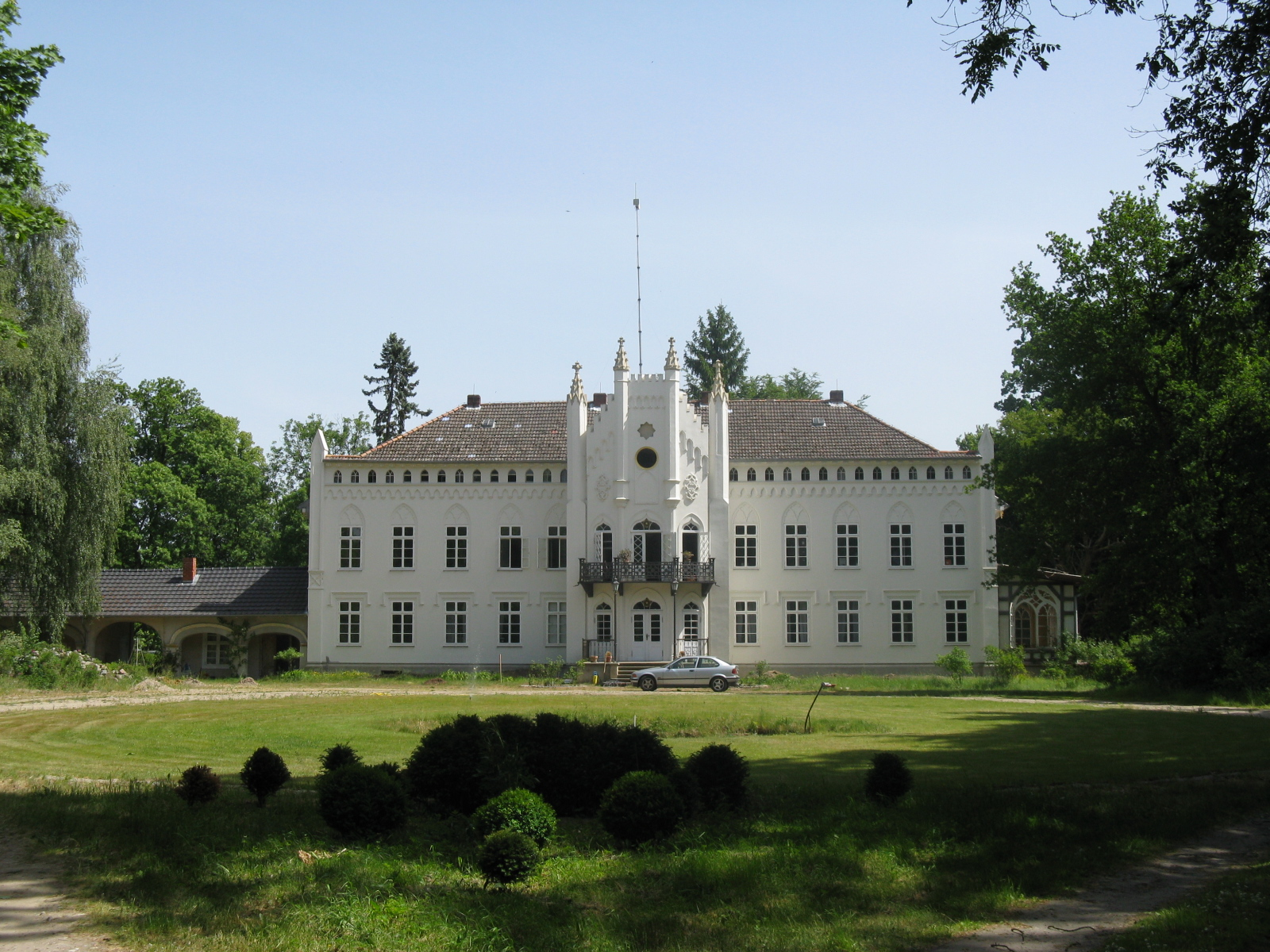
Gutshaus Quassel (2008)

Das Gutshaus Quassel ist ein unter Denkmalschutz stehendes Gebäude in Quassel, einem Ortsteil von Lübtheen im Landkreis Ludwigslust-Parchim (Mecklenburg-Vorpommern).

## Geschichte
Quassel war wie Schwechow und Pritzier ein Lehen der Familie von Lützow. Die Familie von Lützow gehört zum mecklenburgischen Uradel. Um 1600 wird es kurzzeitig Philipp von Pentz-Volzrade zugeschrieben.
Etwa 1721 ging das Gut an den aus Schlesien stammenden kaiserlichen Kammerherrn Graf Eckstedt von Peterswaldt über; die Familie saß seit 1694 auf Pritzier. Die von Peterswaldt verkauften das Gut 1755 an den Amtmann Christian Friedrich Paepcke (1710–1795), Erbe wurde der in Wien geadelte Sohn Moritz Edler von Paepcke (1776–1857). Die von Paepcke waren im Klützer Winkel mit den Gütern Lütgenhof, Hansdorf, Prieschendorf und Dassow erbeingesessen und wurden 1839 nobilitiert. Die Malerin Elisabeth von Eicken heiratete 1897 in die Familie von Paepcke ein und fertigte ab 1895 mehrere Ölgemälde von Gut Quassel samt Park und Außenanlagen. Die Paepckes, zuletzt vertreten durch Henry von Paepcke (1807–1894), verheiratet mit Mary Therese Canning, respektive deren Sohn Moritz von Paepcke (1842–1929), blieben bis 1901 und zogen zu ihrem Gut Lütgenhof. Anschließend ging Quassel an Egbert von Meding. 1902 kaufte Gustav Aufschläger das Gut. Sein Besitz umfasste 1928 etwa 912 ha. Nach dessen Tod war ab 1934 der Margarinefabrikant Fritz Homann (Homann Feinkost) aus Dissen am Teutoburger Wald Besitzer der Gutsanlage.
Vom 9. bis 21. April 1945 war der Gefechtsstand der Luftflotte Reich unter Befehl von Generaloberst Hans-Jürgen Stumpff im Gutshaus Quassel einquartiert.
1945 wurde Quassel enteignet. Nach der Bodenreform wurde der Hof von einer Landwirtschaftlichen Produktionsgenossenschaft (LPG) betrieben.  Zeitweilig wurde das Gutsgebäude als SED-Parteischule, die Quassel-Schule, genutzt. Später war es Landwirtschaftsschule des Kreises Hagenow.

## Gutshaus
1857 ließ die Familie von Paepke das Gutshaus als Fachwerkgebäude errichten. Das Gutshaus wurde 1886 durch den Hamburger Architekten Martin Haller umgebaut und erhielt dabei eine Fassade im neugotischen Stil.
Das Gebäude ist zweigeschossig und hat auf der schlichter gestalteten Rückseite kurze Seitenflügel. Die Fassade der Vorderseite ist in 13 Achsen gegliedert, oberhalb der Fenster befinden sich Spitzbögen.
Von der ursprünglichen Ausstattung waren nach der Wiedervereinigung nur der Kamin in der Erdgeschoss-Halle sowie mit Intarsien geschmückte Fußböden erhalten. Das Gutshaus wies erhebliche Bauschäden auf, so war der obere Teil des Mittelrisalits einsturzgefährdet und die Spitzen der Türme waren nicht mehr vorhanden.
1998 kauften eine aus Mecklenburg stammende Designerin und ihr Ehemann, ein Maler, Bildhauer und Designer aus Cochem an der Mosel, das ehemalige Gutshaus und sanierten es. Der Besitzer fertigte selbst aus Sandstein die fehlenden Fialtürmchen. Der Sohn des Ehepaars, ein IT-Unternehmer, nutzt das Obergeschoss des Gebäudes als Firmensitz.

## Parkanlage
Seit 1987 ist Park der Gutsanlage ein geschützter Park. Er ist öffentlich zugänglich. Vor dem Gutshaus befindet sich ein Rasenrondell.